# إميل إيفرسن
إميل إيفرسن (بالنرويجية البوكمول: Emil Iversen)‏ هو متزحلق نرويجي، ولد في 12 أغسطس 1991 في Meråker Municipality ‏ في النرويج.

## وصلات خارجية
- إميل إيفرسن على موقع الاتحاد الدولي للتزلج (التزلج الريفي) (الإنجليزية)
- إميل إيفرسن على موقع اللجنة الأولمبية الدولية (الإنجليزية)
- إميل إيفرسن على موقع أوليمبيديا (الإنجليزية)
- إميل إيفرسن على موقع IMDb (الإنجليزية)